# Earl Mohan
Pour les articles homonymes, voir Mohan.
Earl Mohan est un acteur américain du cinéma muet, né en 1889 et décédé en 1928.

## Filmographie
- 1916 : Luke's Speedy Club Life de Hal Roach
- 1923 : Monte là-dessus ! (Safety Last!) de Fred C. Newmeyer et Sam Taylor
- 1923 : Une riche nature (Mother's Joy) de Ralph Ceder
- 1923 : Cœurs givrés (Frozen Hearts) de J.A. Howe et Clarence Hennecke
- 1923 : The Whole Truth de Ralph Ceder
- 1923 : Uncensored Movies de Roy Clements
- 1924 : Why Men Work de Leo McCarey
- 1924 : Ça t'la coupe (Girl Shy) de Fred C. Newmeyer et Sam Taylor
- 1924 : Too Many Mammas de Leo McCarey
- 1924 : Sweet Daddy  de Leo McCarey
- 1924 : Le Gagnant du grand prix  (Zeb vs. Paprika) de Ralph Ceder
- 1924 : Le Facteur incandescent (Near Dublin) de Ralph Ceder
- 1924 : Accidental Accidents de Leo McCarey
- 1924 : The Buccaneers (court métrage)
- 1926 : Pour l'amour du ciel (For Heaven's Sake) de Sam Taylor